# Mimetus bifurcatus
Mimetus bifurcatus là một loài nhện trong họ Mimetidae.
Loài này thuộc chi Mimetus. Mimetus bifurcatus được miêu tả năm 1939 bởi Reimoser.